# Patalene oemearia
Patalene oemearia là một loài bướm đêm trong họ Geometridae.